# Сив исполински козодой
Сивите исполински козодои (Nyctibius griseus), наричани също сиви горски козодои, са вид средноголеми птици от семейство Исполински козодои (Nyctibiidae).
Разпространени са в открити гористи местности и савани в по-голямата част на Южна и Централна Америка. Достигат дължина 33 – 38 сантиметра и имат сивокафява камуфлажна окраска. Хранят се с насекоми, които улавят през нощта.